# ارنست گیلیبورد
ارنست گیلیبورد (انگلیسی: Ernest Gillibrand; ۲۷ اوت ۱۹۰۱ – October quarter 1976 (aged 75)) بازیکن فوتبال اهل بریتانیا بود.
از باشگاه‌هایی که در آن بازی کرده‌است می‌توان به باشگاه فوتبال گلوسوپ نورث اند، باشگاه فوتبال استون ویلا، باشگاه فوتبال هاید، باشگاه فوتبال نلسون، باشگاه فوتبال استالی‌بریج سلتیک، باشگاه فوتبال باکستون، باشگاه فوتبال نورتویچ ویکتوریا، و باشگاه فوتبال درویلزدن اشاره کرد.